# Avvistamento di Boianai
L'avvistamento di Boianai, conosciuto anche come avvistamento di padre William Gill, è un avvistamento di UFO accaduto nel 1959 nel villaggio di Boianai, nel Territorio di Papua e Nuova Guinea, che ebbe come testimone un missionario anglicano, i suoi collaboratori e un gruppo di indigeni. 

## Cronologia degli eventi
La sera del 26 giugno 1959, alle ore 18:45, il sacerdote William Booth Gill, responsabile della missione anglicana di Boianai, un villaggio situato nella provincia della Baia Milne, vide in cielo un oggetto luminoso che si avvicinò verso la missione e si fermò in aria in direzione del mare, a circa cento metri di altezza. Il sacerdote chiamò due insegnanti della missione, che lo raggiunsero e videro anch'essi l'oggetto. Secondo la descrizione di padre Gill, l'oggetto era di forma circolare, con una base larga e un ponte superiore più stretto; sotto la base c'erano quattro gambe. Su un lato dell'oggetto sembravano esserci quattro oblò; questo lato era più brillante del resto. A intervalli, l'oggetto emetteva un fascio di luce blu, diretto verso il cielo. Al sacerdote e ai due insegnanti si aggiunsero altre persone, interessate a vedere lo strano fenomeno. Ad un certo punto, dall'interno dell'oggetto vennero fuori quattro esseri, che furono chiaramente visibili sul ponte superiore; per circa 15 minuti, essi si mossero tra l'interno e il ponte, scomparendo di tanto in tanto alla vista. Alle 19,10 il cielo si ricoprì di nuvole; l'oggetto rimase visibile per altri dieci minuti, poi sparì tra le nubi. Dopo un'ora, l'oggetto fu nuovamente visibile e accanto ad esso si videro altri oggetti luminosi più piccoli. Il fenomeno durò in totale circa due ore. 
La sera successiva alle ore 18,00 circa un'infermiera della missione vide nuovamente l'oggetto e chiamò padre Gill. Oltre al sacerdote, accorsero anche altre persone, fra cui insegnanti della missione e indigeni. Sul ponte erano visibili due figure umane. Il sacerdote fece alcune segnalazioni con le braccia e gli sembrò che le figure rispondessero; fece poi qualche segnalazione con una torcia e gli sembrò che l'oggetto rispondesse facendo alcuni movimenti avanti e indietro. Vedendo che non c'era alcun atterraggio, alle 18,30 padre Gill andò a cena. Al suo ritorno, l'oggetto era ancora presente. Alle 19,00 il gruppo di osservatori andò in chiesa per la funzione serale. Dopo la celebrazione del rito religioso, il cielo si coprì di nuvole, la visibilità fu limitata e non si vide più nulla. Alle 22,40 si sentì un forte scoppio; padre Gill escluse che potesse trattarsi di un tuono. Dopo questo fatto, per quella sera non successe più nulla.

## Spiegazioni
Dato che la Papua Nuova Guinea era a quel tempo sotto l'amministrazione dell'Australia, nel dicembre 1959 il caso fu esaminato dalla Royal Australian Air Force, che affermò che i piccoli oggetti luminosi osservati erano sicuramente i pianeti Giove, Saturno e Marte, mentre per l'oggetto più grande rimaneva il dubbio; secondo il parere dell'ufficiale responsabile dell'inchiesta, padre Gill avrebbe comunque osservato un fenomeno naturale e l'osservazione sarebbe stata deformata dalle influenze inconsce delle storie divulgate dai sostenitori degli UFO.
Secondo l'astronomo Donald Menzel, uno dei leader degli scettici sugli UFO, padre Gill avrebbe osservato il pianeta Venere senza occhiali ed essendo miope e astigmatico ne avrebbe avuto una visione deformata; quanto agli indigeni e al personale della missione, essi sarebbero stati influenzati dal sacerdote, molto amato e popolare. Secondo un altro scettico, Philip J. Klass, l'episodio sarebbe stato semplicemente una montatura del sacerdote. Gli scettici hanno anche trovato strano che nel bel mezzo dell'avvistamento padre Gill sia andato tranquillamente a cena. 
Il caso è stato studiato anche dagli astronomi e ufologi Allen Hynek e Jacques Vallée, che hanno intervistato il sacerdote. Per i due ufologi l'ipotesi di Menzel non è credibile, perché il sacerdote ha dichiarato che al momento dell'avvistamento portava gli occhiali; quanto all'ipotesi di Klass, hanno fatto notare che non è credibile che proprio un sacerdote organizzi una frode di questa portata. Hynek ha avuto l'impressione che il sacerdote anglicano fosse una persona sincera. Il religioso ha affermato di non avere pensato ad un veicolo extraterrestre ma a qualche nuovo tipo di velivolo statunitense e ha chiarito di essere andato a cena perché non aveva visto segnali di un atterraggio imminente. Secondo Hynek, l'ipotesi di stelle e pianeti non può spiegare completamente l'avvistamento; per l'ufologo statunitense, per il numero di testimoni (trentotto) e per la personalità e il ruolo di padre Gill si tratta di uno dei casi più documentati di incontro ravvicinato con presunte entità extraterrestri. Per Jacques Vallée si tratta di uno dei grandi classici della storia degli UFO.
Il caso è stato recentemente riesaminato da Martin Kottmeyer, investigatore ufologico simpatizzante dell'ipotesi psicosociale sugli UFO. Kottmeyer ha osservato che nel folclore si trovano diversi casi di navi volanti, come il famoso olandese volante; alla luce di ciò, l'avvistamento di padre Gill potrebbe essere spiegato con un miraggio riguardante un tipo di barche da pesca non conosciuto da padre Gill e dagli indigeni perché poco presente nei mari della Nuova Guinea.